# 鹿児島県立甲陵高等学校
鹿児島県立甲陵高等学校（かごしまけんりつ こうりょうこうとうがっこう）は、鹿児島県鹿児島市郡山町（旧日置郡郡山町大字郡山）に所在した公立の高等学校。
鹿児島学区の高校だが、所在地上では日置学区であった。ただし、募集停止後に学区再編が行われ現在は所在地も鹿児島学区の区域となっている。スクールカラーは青春の青。

## 所在地
- 〒891-1105 鹿児島県鹿児島市郡山町100番地

## 沿革
- 1976年 - 鹿児島県立甲陵高等学校として設置される[1][2]。
- 1987年 - 人文科設置[1]。
- 2010年 - 再編によって鹿児島県立鹿児島西高等学校と併合することが決定。
  - 新設校は、校名を鹿児島県立明桜館高等学校とし、甲陵高校敷地内に設置することが決まった。
- 2012年3月31日 - 閉校。

## 校訓
- 伝統を築こう
- 志を立てよう
- 進んでことに当たろう

## 校章
- 学校を取り巻く八重山、花尾山、三重嶽などの山並みと共に、知・徳・体の調和のとれた清新の気みなぎる生徒の理想像を表している。
- 下部の線は、甲突川の水の流れと共に、未来永劫にわたる発展の歴史の流れを意味している。
- 上部に向かって広がった羽根の形は、生徒の創造的英知を磨き個性の伸長に努める姿と、高い理想をかかげ未来へ向かって雄飛する姿を願い構成されている。

## 通学
- スクールバス（鹿児島交通、JR九州バス）が運行しており、校内のバス停留所で乗り降りできる。
- 公共交通機関では所要時間的に通学が困難である吉野町や吉田地域などからは、特例として原動機付自転車による通学が認められている。スクータータイプかカブタイプが認められており、通学許可された原付は青色のゴムプレートをナンバープレートの下に付ける。ヘルメットは、フルフェイスかジェットヘルのみ使用可。
- 県としてはスクーター通学を認めていない為、新設校が当校敷地に決定した事を受けて、現在スクールバスの走っていない為特例としてスクーター通学を認めていた吉田・吉野地域や通学に非常に不便な鹿児島市南部地域に、スクールバスや市営バスを走らせることを検討。その後について詳しくは鹿児島県立明桜館高等学校を参照のこと。